# Перепис населення Польщі (1921)

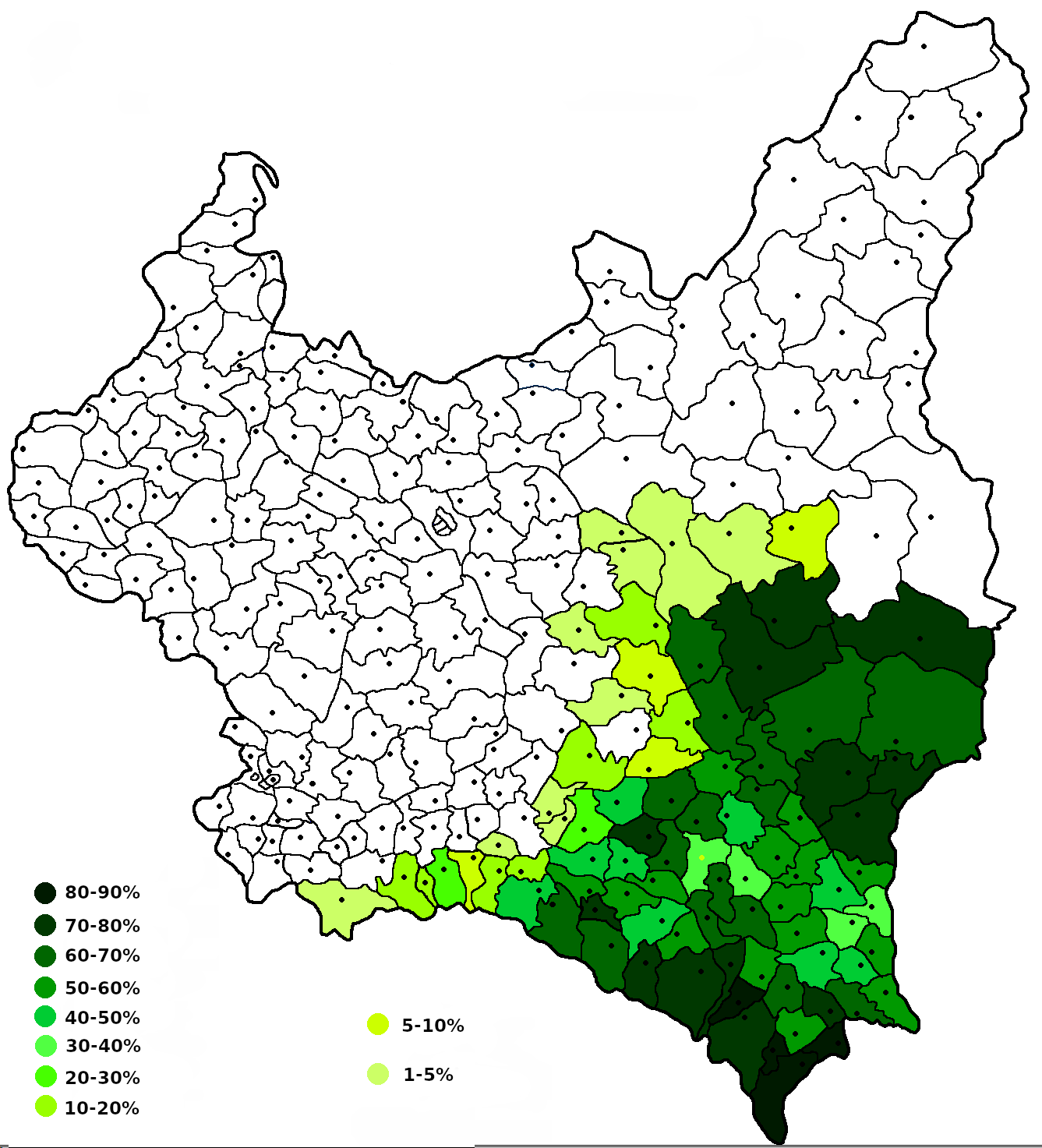
Українці (русини) у міжвоєнній Польщі за даними перепису 1921 року

Перший загальний перепис населення в міжвоєнній Польщі було проведено 30 вересня 1921 року. Перепис здійснювався за віросповіданням і національністю за окремими поселеннями. Достовірність результатів перепису критикують.

## Відомості

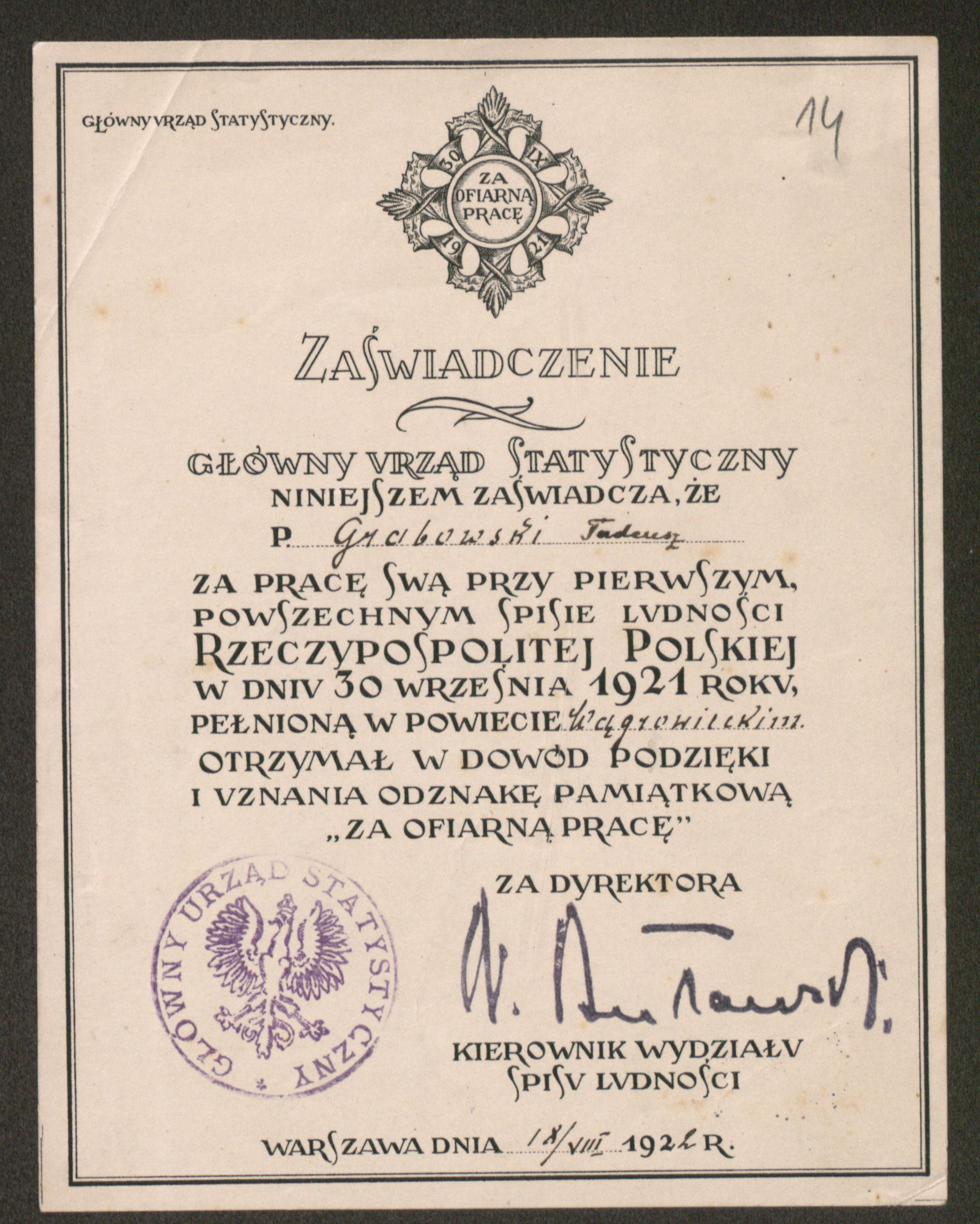
Довідка отримання Відзнаки за роботу на переписі 1921 року для Тадеуша Ґодзендорф-Грабовського (із зібрання Державного Архіву в Познані)

Юридичною основою для проведення перепису був закон від 21 жовтня 1919 року про організацію адміністративної статистики. У статті 6 цього закону зазначено, що перший перепис повинен бути проведений протягом 1920 року, ще 31 грудня 1930 року, а далі кожні 10 років. Початковий строк перепису через нестабільну ситуацію в Польщі в цей період (зокрема, через польсько-радянську війну, Сілезьке повстання) перенесений на 13 травня 1921 року, а потім термін перепису ще раз перенесли на 30 вересня 1921 року.
Перепис охопив усю територію Республіки, крім територій, які включені в його межі роком пізніше, тобто, частини Верхньої Сілезії під бескидами і Віленського краю (Серединна Литва), через суперечку з Литвою і бунт Желіговського.
Предмет перепису брав до уваги специфічну демографічну ситуацію в державі. Покажчик містив питання про основні демографічні ознаки, такі як стать, дата народження, сімейний стан, національність, рідна мова та віросповідання, освіту, професії населення, ситуацію в житловому будівництві і сільському господарстві. Питання стосувалися також місця народження, етнічних особливостей (віросповідання, громадянство, рідна мова, національність), навичок читання та рівня освіти, сирітства дітей у віці до 16 років, а також фізичні недоліки (глухота, німота, сліпота, відсутність кінцівок). Подальші питання стосувалися основної професії (засобів до існування) і побічної в момент перепису, основної професії на початок Першої світової війни, власності сільськогосподарських тварин, галузі господарства та структури використання землі. Окрема форма стосувалася житлових будівель.
Результати Першого загального перепису були опубліковані в серії Статистика Польська у 29 томах, останній з яких був випущений у 1932 році. Покажчик був визнаний досить репрезентативним уже незабаром після його проведення, оскільки відразу після цього відбулися значні демографічні зміни, зокрема, внаслідок прибуття близько 500 000 репатріантів з радянських територій і посилення внутрішньої міграції в країні, в якій тільки що зникли кордони попередніх державних утворень. Проблемою була також недовіра до інтерв'юерів, що особливо помітно на східних землях; також виникли проблеми через незнання дрібних фермерів щодо розмірів наявної землі.
Перепис виявився великою проблемою для всього наявного з 1918 року Центрального статистичного управління (ЦСУ), який був відповідальний за підготовку та організаційні заходи. У переписі були залучені близько 70 000 комісарів перепису, референтів, представників місцевої військової влади, війтів або їх заступників. Перед тим проведена інформаційна кампанія. Державні органи видали інструкцію, з'явилася також брошура «Перший перепис». ЦСУ організовувало прес-конференції, брифінги, готувало матеріали та статті, прес-релізи. Дбали про те, щоб комісари перепису були поважаними людьми, яким довіряють і мають авторитет у своїй громаді.

## Результати

### Загальні[2]
| Площа, км² | Кількість адміністративних одиниць | Кількість адміністративних одиниць | Кількість адміністративних одиниць | Чисельність населення | Чисельність населення | Чисельність населення |
| Площа, км² | Міст                               | Гмін                               | Судові райони                      | Разом                 | Чоловіків             | Жінок                 |
| ---------- | ---------------------------------- | ---------------------------------- | ---------------------------------- | --------------------- | --------------------- | --------------------- |
| 371 242    | 621                                | 12 249                             | 4 497                              | 25 694 700            | 12 417 233            | 13 277 467            |

### Національний склад[3]
| Разом      | Поляки     | Українці  | Євреї     | Білоруси  | Німці   | Литовці | Росіяни | «Тутейші» | Чехи   | Інші   | Невідома |
| ---------- | ---------- | --------- | --------- | --------- | ------- | ------- | ------- | --------- | ------ | ------ | -------- |
| 25 694 700 | 17 789 287 | 3 898 428 | 2 048 878 | 1 035 693 | 769 392 | 24 044  | 48 920  | 38 943    | 30 628 | 9 856  | 631      |
| 100 %      | 69,23 %    | 15,17 %   | 7,97 %    | 4,03 %    | 2,99 %  | 0,09 %  | 0,19 %  | 0,15 %    | 0,12 % | 0,04 % | ~0,002 % |

Достовірність перепису багатьма українськими дослідниками ставиться під сумнів. Попри те, що тоді термін «український» вже ввійшов у загальний вжиток, у переписі використовувався термін «русинський». Як зазначав Володимир Кубійович, кількість українців під час перепису була занижена, водночас дані за релігією вірніше відповідають дійсності. Водночас Кубійович звертає увагу на нереалістичну кількість греко-католиків-поляків (321 тис.).
Під час проведення перепису населення більшість українців Поліського воєводства записували білорусами, незалежно від думки самих опитуваних, внаслідок чого частка українців порівнюючи з попереднім переписом впала до 63 808 осіб (6,6 %). Польська влада розглядала білорусів нездатними становити небезпеку для центральної влади. Іншим зразком дій польської влади Володимир Кубійович наводить випадок, коли під час проведення перепису 1921 року за рішенням влади Кобринського повіту більшість населення повіту була зазначена поляками, проте вже наступний перепис (1931 року) цей польський анклав у Кобрині не зафіксував.
Схожа ситуація відбулась і на Підляшші. Під час перепису 1921 року українців на Північному Підляшші записували як «православних поляків» чи «білорусів», кількість українців же за офіційною статистикою, порівнюючи з минулим переписом (64,3 тис. осіб), впала до всього 66 осіб (0,1 %), тоді як поляків налічувалося 87,1 тис. осіб (59,2 %, з них 18 тис. осіб — православні), білорусів — 44,9 тис. осіб (30,5 %), росіян — 400 (0,3 %), «тутешніх» — 4.

### Релігійний склад[3]
| Разом      | Римо-католики | Греко-католики | Інші католики (маріявіти та інші) | Православні | Інші східні християни | Євангельські християни | Інші євангельські християни | Юдеї      | Інші нехристияни | Агностики | Невідомо |
| ---------- | ------------- | -------------- | --------------------------------- | ----------- | --------------------- | ---------------------- | --------------------------- | --------- | ---------------- | --------- | -------- |
| 25 694 700 | 16 057 229    | 3 031 057      | 33 003                            | 2 815 817   | 21 707                | 940 234                | 12 426                      | 2 771 949 | 4 397            | 5 972     | 909      |

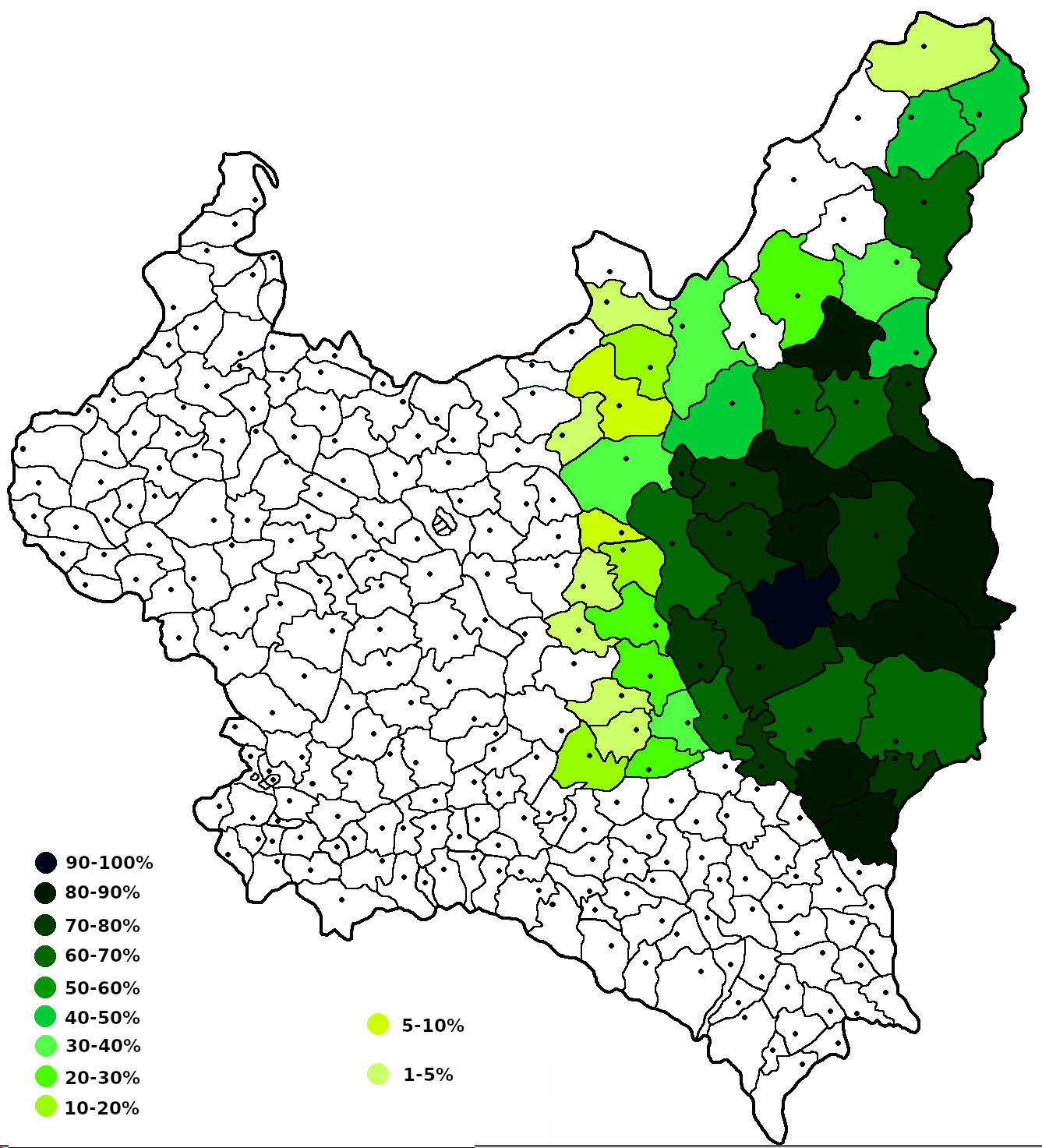
Православні в міжвоєнній Польщі за даними перепису населення 1921 року
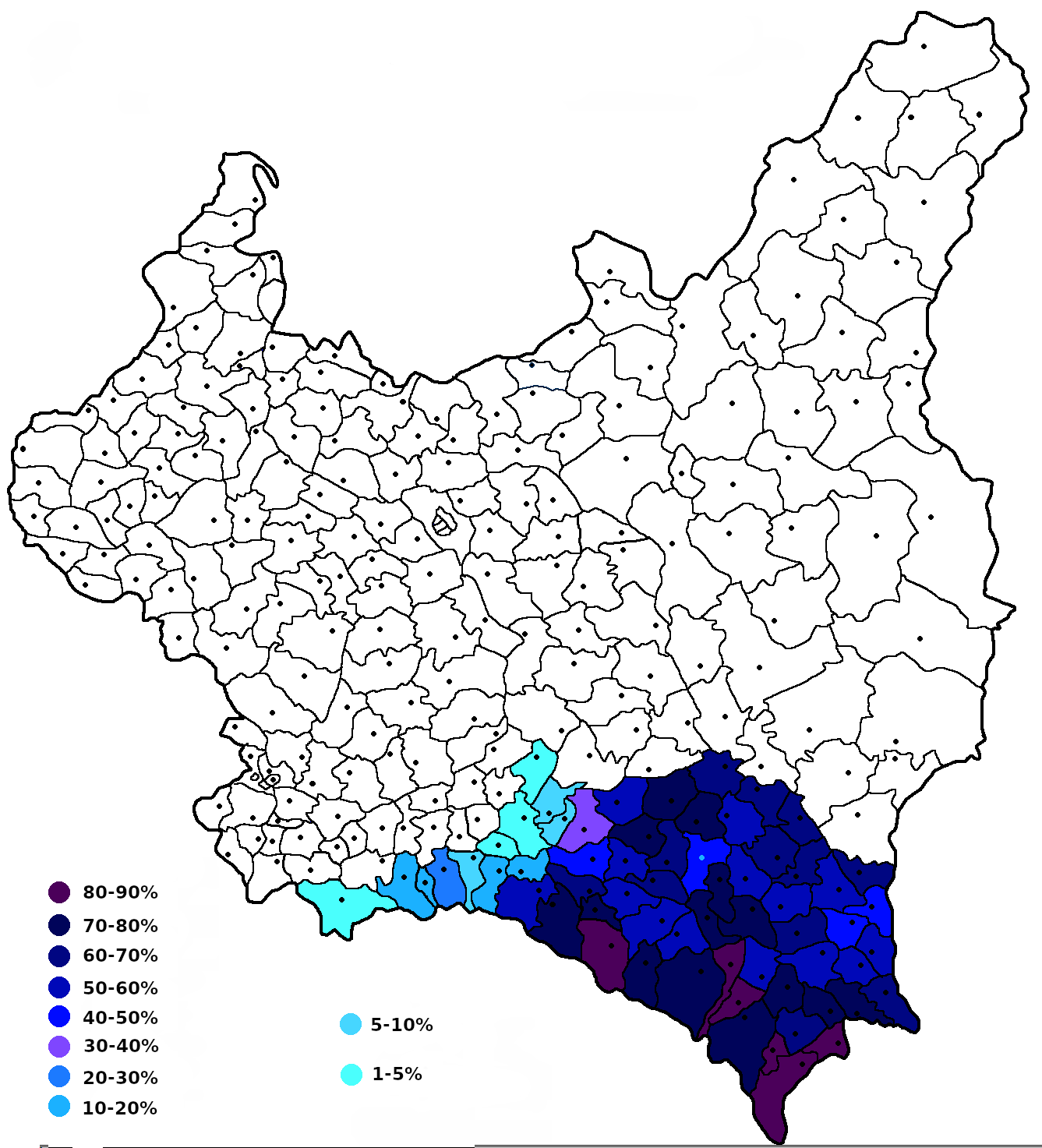
Греко-католики в міжвоєнній Польщі за даними перепису населення 1921 року
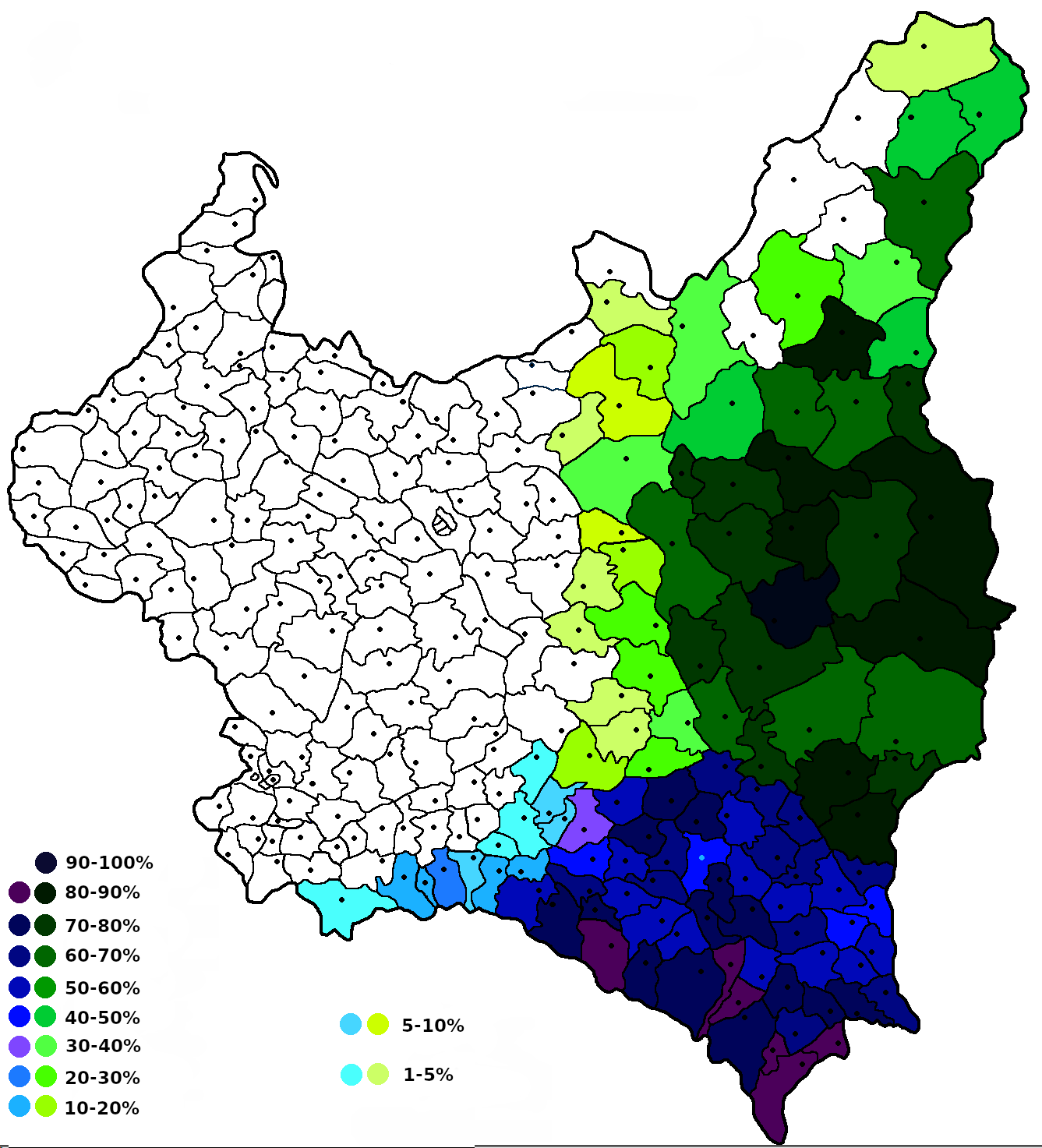
Православні і греко-католики в міжвоєнній Польщі за даними перепису населення 1921 року